# Jumelles de vision nocturne
 (juin 2018).
Si vous disposez d'ouvrages ou d'articles de référence ou si vous connaissez des sites web de qualité traitant du thème abordé ici, merci de compléter l'article en donnant les références utiles à sa vérifiabilité et en les liant à la section « Notes et références ».

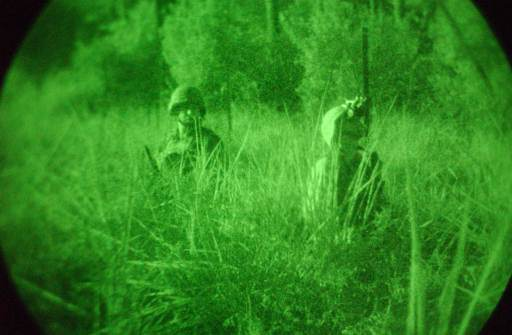
Deux soldats américains pendant la guerre d'Irak en 2003 vus à travers un système de vision nocturne.

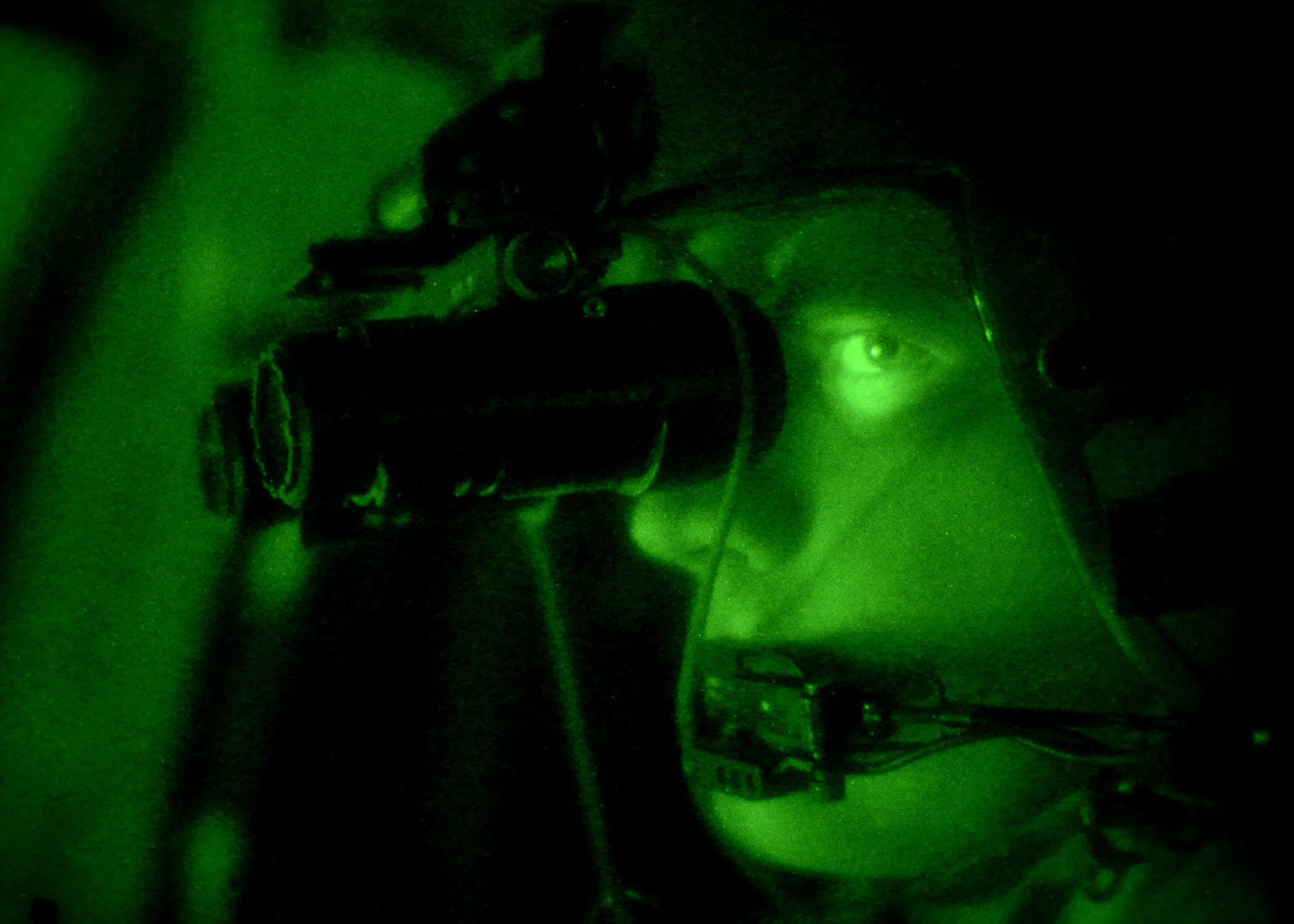
Un aviateur de l'U.S. Army utilisant une paire de lunettes AN/AVS-6 fixées sur un casque.

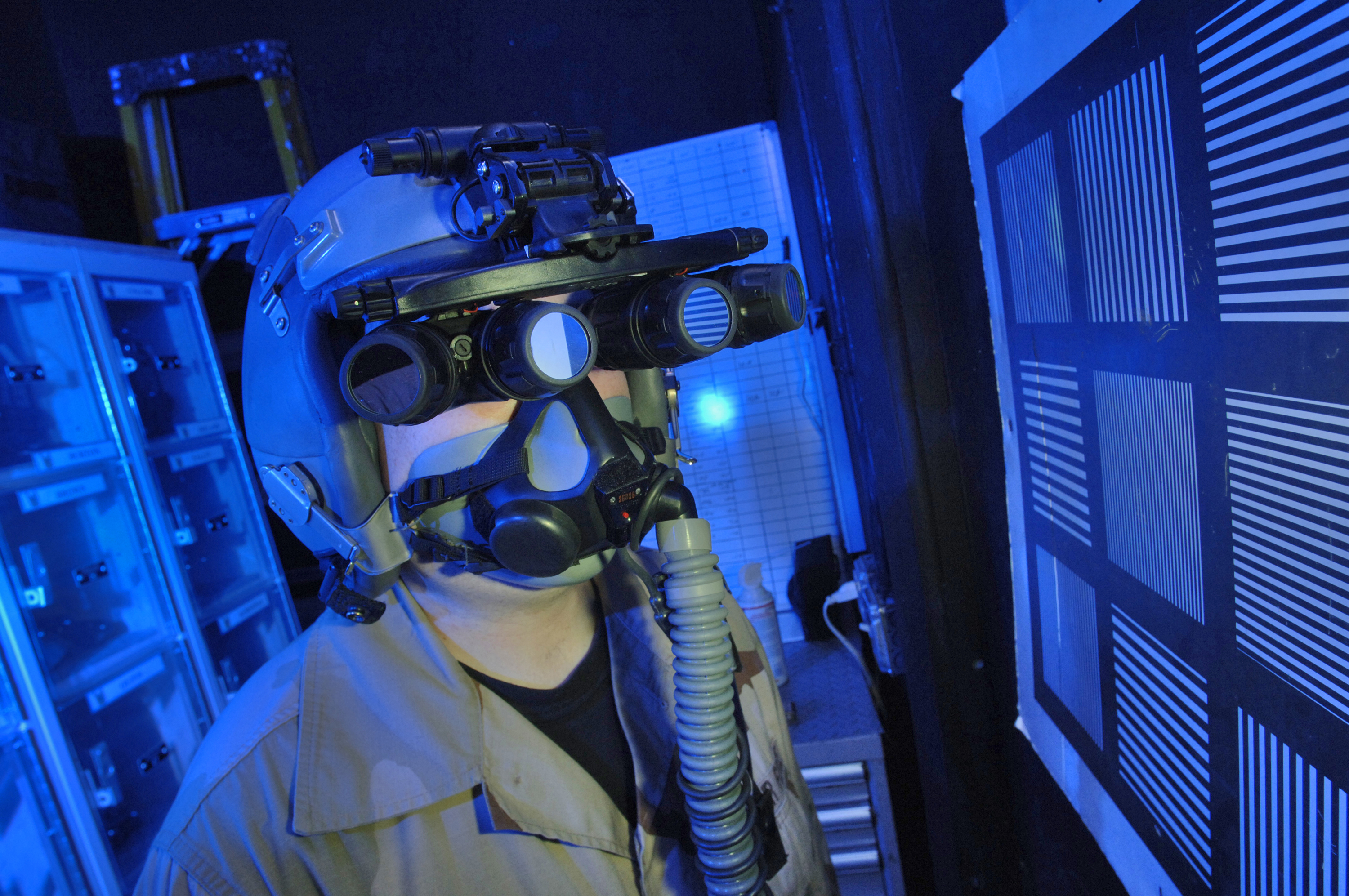
Des jumelles de vision nocturne expérimentales.

Les jumelles de vision nocturne (JVN), aussi appelées amplificateurs de lumière résiduelle (ALR) ou intensificateurs de lumière résiduelle (ILR) sont des instruments optiques permettant de voir dans l'obscurité (vision nocturne).
Ce type d'équipement est surtout utilisé par les forces armées et de police. Il existe aussi des binoculaires ou des monoculaires implémentant cette technologie sans grossissement (employée par les fantassins par exemple).
Dans le monde civil, elles sont également adoptées par les chasseurs, en airsoft, ou en navigation.
Après avoir été utilisées pour la première fois pendant la Seconde Guerre mondiale, elles connurent plusieurs étapes de développement technologique. Depuis leur développement, les dispositifs exploités par l’armée ont dépassé la troisième génération (faisant appel à une technologie à base d’arséniure de gallium).

## Technologies employées

### Passives
Les JVN passives amplifient plusieurs milliers de fois la luminosité résiduelle dans les zones rapprochées à l’aide d’un amplificateur de lumière. Ce système met à profit l’effet photoélectrique. Lorsqu’un photon percute une plaque de détection, le métal libère plusieurs électrons amplifiés à leur tour dans une cascade d’électrons visualisés sur un écran phosphorescent. Une étoile dans le ciel suffit parfois pour éclairer tout un champ. Ce système est couramment utilisé pour la visualisation en temps de guerre et fonctionne en couleur verte. Cette couleur a été choisie parce que l’œil humain y est particulièrement sensible et peut distinguer de très nombreuses nuances. Elle permet aussi à l’œil, plus qu’avec d’autres couleurs, de se réaccommoder plus rapidement lorsque l’observateur enlève ses JVN[réf. nécessaire].
Pour les missions en environnement enneigé ou sur la glace, des JVN expérimentales ont été testées utilisant des teintes bleutées. Cela donne au combattant une vision plus réaliste de la variété des teintes. L’utilisation de JVN vertes tend à renforcer l’effet d’ombres, de sorte que le dispositif fait apparaître un plus grand nombre de dégradés que dans le même paysage observé à l’œil nu.

### Actives
Les JVN actives illuminent la scène avec un faisceau infrarouge du même type que le rayon des télécommandes d’appareils électroniques grand public et visualisent la lumière réfléchie. Ces lunettes peuvent nécessiter l’utilisation d’amplificateurs de luminosité résiduelle. Cette caractéristique trouve son application sur les caméras vidéos d’usage courant car elle répond au besoin de la plupart des utilisateurs de voir dans l’obscurité.
Si l’on pointe une télécommande à infrarouge (type poste de télévision) sur un système de ce type, ce dernier produira une image éblouissante due à l'émetteur électroluminescent infrarouge qu’il utilise. Ceci n’est pratiquement pas utilisé par les armées car l’ennemi peut avoir des instruments permettant de détecter ces lampes à infrarouge.
Il existe des lunettes combinant les deux technologies et fournissant des images aussi claires qu’en plein jour. En plus des JVN, la technologie de la vision nocturne est aussi utilisée dans les viseurs télescopiques de fusils, les caméras de télévision de surveillance, les jumelles d’observation, etc.

## Générations des tubes amplificateurs de lumière utilisés

### Génération 0
La première génération, dénommées « sniperscope » ou « snooperscope », a été utilisée par l'armée américaine lors de la Seconde Guerre mondiale puis pendant la guerre de Corée pour assister les tireurs d'élite (snipers). Il s'agit d'appareils actifs, car émetteurs de large faisceaux infrarouges. L'amplificateur de lumière est constitué d'une photocathode faite d'argent, de césium et d'oxygène pour accélérer les électrons.
L'armée allemande a également fait des recherches sur la vision nocturne à la fin de la Seconde Guerre mondiale pour arriver à équiper environ 50 chars Panther et à produire un système de vision portable pour l'infanterie.

### Génération 1

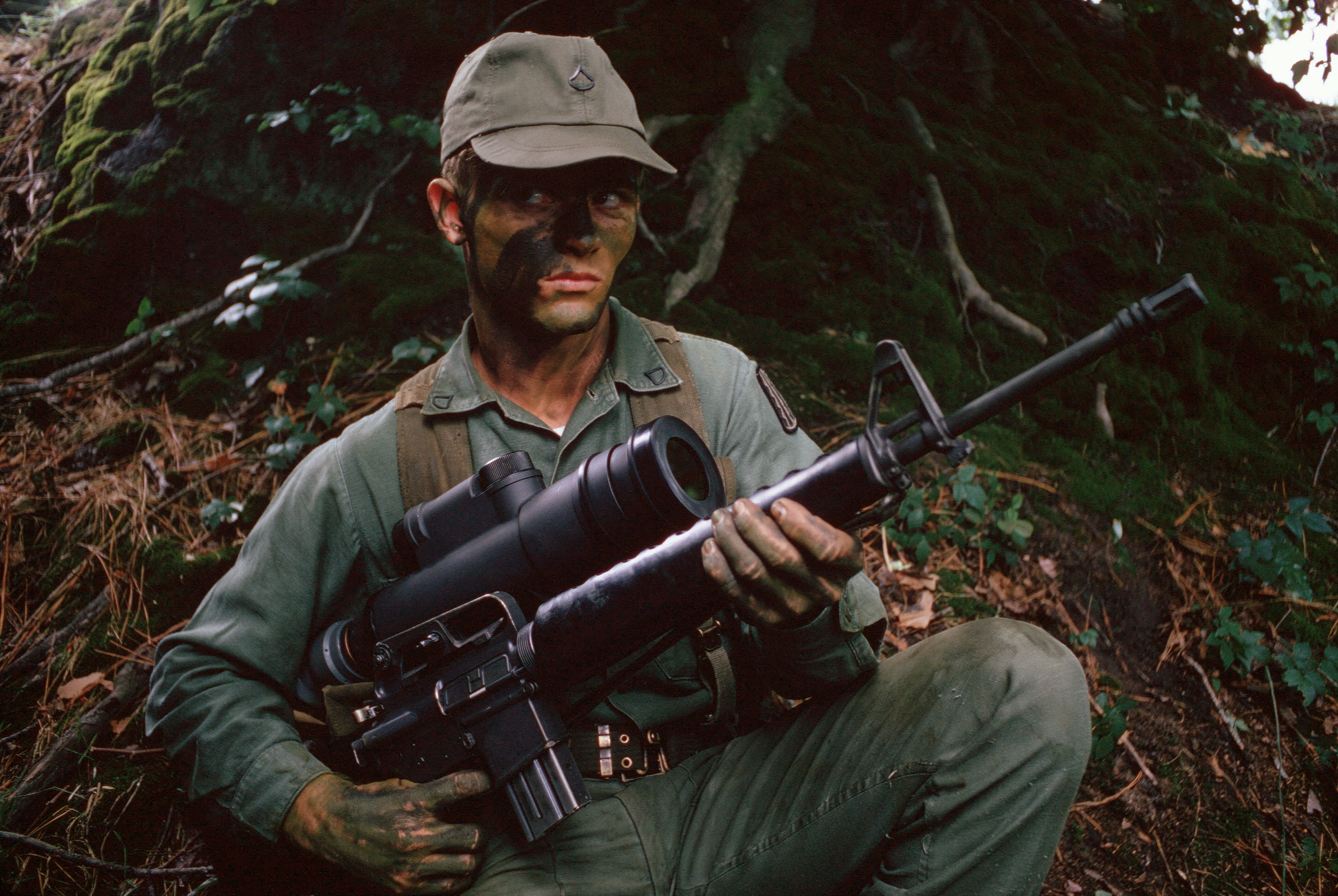
Un fusil M16A1 équipé de la lunette AN/PVS-2 Starlight.

Les appareils de cette génération sont passifs, ils se contentent de la faible lumière ambiante si la lune est au rendez-vous. Ils sont introduits durant la guerre du Viêt Nam et permettent une amplification de luminosité d'environ 1000×.
Dans le commerce, des jumelles de génération 1+ sont vendues. Dans la plupart des cas, ce sont simplement des tubes de génération 1 standards. Le terme « + » est un terme marketing. Il existe des variantes de tubes de génération 1 : 
- les tubes standards du commerce appelés communément 1+. Ces tubes ont le centre de l'image net mais l'image est déformée en périphérie ;
- les tubes dits « edge » (utilisés dans les appareils de la marque Pulsar). Ce sont des tubes standards légèrement modifiés afin d'améliorer la résolution en périphérie. Sans déformation périphérique et résolution similaire aux tubes classiques 1+ ;
- les tubes améliorés dits « core » utilisés par la marque Armasight. Ces tubes ont une résolution améliorée (de 45 à 57 pl/mm) et n'ont pas de déformations périphériques.

### Génération 2
L'amélioration de cette génération porte sur le tube d'amplification utilisant une galette de microcanaux avec une nouvelle photocathode, cela permet d'avoir une meilleure luminosité, particulièrement au bord de la lentille. Ce type d'appareils peuvent s'utiliser les nuits sans lune, le taux d'amplification étant d'environ 20 000×.

### Génération 3

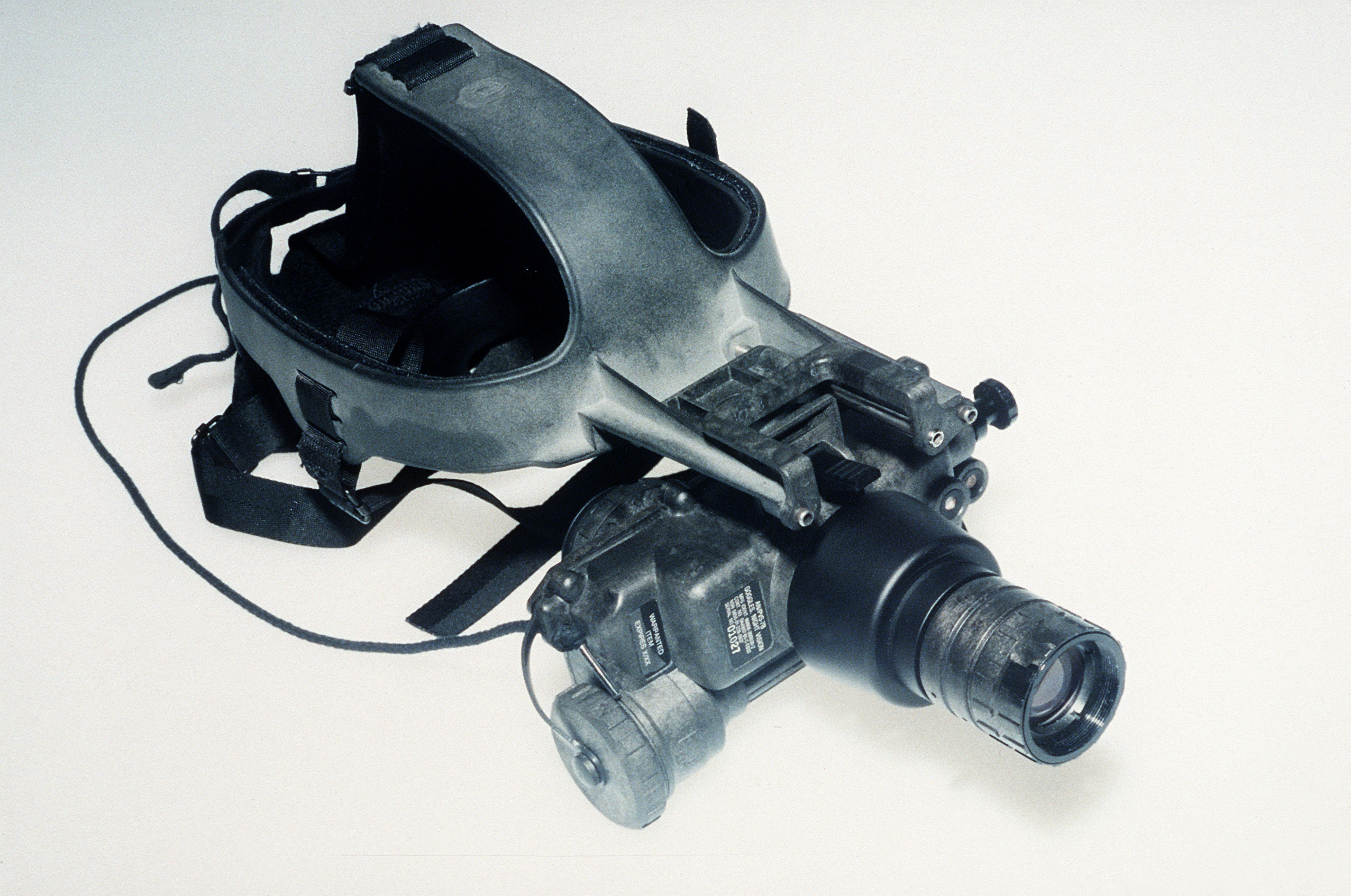
Une ancienne version de développement des lunettes.

Cette génération garde la galette de microcanaux mais utilise une photocathode fabriquée à partir d'arséniure de gallium pour une meilleure sensibilité à l'infrarouge lointain (930 nm). La photocathode d'arséniure de gallium est plus sensible, « fragile » que les photocathodes s25 utilisés dans les tubes de génération 2. Un « film », filtre d'ions est inséré pour préserver la photocathode. L'amplificateur obtient un taux d'amplification de 30 000× à 50 000×.

### Génération 3 de type Omni-VII
L'armée américaine dispose de l'US Army Night Vision and Electronic Sensors Directorate, entité émanant du gouvernement et faisant autorité sur les versions des appareils de vision nocturne. Bien que de nouvelles performances soient apparues avec les jumelles Omni-VII, on ne peut pas encore parler de génération 4.
Ces appareils ont deux innovations :
- une gestion de l'alimentation du tube amplificateur, dite « autogated », pour s'adapter rapidement aux changements de luminosité (à la vitesse de la nanoseconde) ;
- un filtre d'ions allégé ou retiré, pour une meilleure sensibilité au prix d'une durée de vie moindre en passant de 20 000 heures théoriques à 15 000 heures.

### Génération 4
L'armée américaine dispose de nouveaux outils en matière de jumelles nocturnes grâce à un investissement massif de 97 millions de dollars selon les informations communiquées par la chaîne Fox News en 2018. 
Ces lunettes de vision nocturne reposeraient sur le système ENVG III (Enhanced Night Vision Goggle III) développé conjointement avec BAE Systems. L'avancée majeure repose sur son système d'amplification de la lumière qui permettrait de capter la plus petite source de lumière et de pouvoir ainsi voir dans les zones les plus obscures. Pour autant, la Loi ITAR fait obstacle au développement de ce modèle et son exportation. 
Il n'existe pas encore de consensus sur l'existence d'une quatrième génération.

### Union soviétique et Russie
L'Union soviétique, et ensuite la fédération de Russie ont développé une gamme d'appareils de vision nocturne.
Les modèles utilisés après 1960 par la Russie/Union soviétique sont désignés « 1PNxx » (Russe : 1ПНxx), où 1PN est la désignation du GRAU pour les appareils de vision nocturne. PN sont les initiales de Nochnoy Pritsel (russe : Ночной прицел), qui signifie vue de nuit et xx est le numéro du modèle.
Différents modèles introduits à peu près au même moment utilisent le même type de batterie et de mécanisme de montage sur l'arme. Les modèles multi-armes disposent d'échelle d'altitude remplaçable, avec une échelle pour l'arc balistique de chaque arme compatible. Les armes compatibles incluent la famille des AK, les fusils de précision, les mitrailleuses légères et les lance-grenades individuels.
La dernière génération fabriquée par la fédération de Russie, la génération 3 IIT (FOM ≤ 2300) est égale ou a de meilleures performances que les appareils IIT de l'armée américaine.
- 1PN34 : vision nocturne réfractrice pour les armes d'infanterie et les lance-grenades (voir photo).
- 1PN50 : vision nocturne réfractrice, jumelles d'observation[3].
- 1PN51 : vision nocturne réflectrice pour les armes d'infanterie et les lance-grenades[4].
- 1PN51-2 : vision nocturne réflectrice pour RPG-9[5].
- 1PN58 : vision nocturne réfractrice pour les armes d'infanterie et les lance-grenades[6].
- 1PN93-2 : vision nocturne réflectrice pour RPG-7D3 (voir photo).
- 1PN110 : vision nocturne plus récente pour RPG-29[7].
- 1PN113 : vision nocturne similaire à la 1PN110, pour le fusil de précision SV-98[7].

L'armée russe a aussi développé une série de vision nocturne anti-sniper. C'est un système actif qui utilise les impulsions laser d'une diode laser pour détecter la focale des optiques ennemies et estimer leur distance. Le vendeur prétend que son système est sans égal.
- 1PN106 vision nocturne anti-sniper pour le fusil de précision SVD et sa variante SVDS.
- 1PN119 vision nocturne anti-sniper pour les mitrailleuses PKMN et Pecheneg.
- 1PN120 vision nocturne anti-sniper pour le fusil de précision SVDK.
- 1PN121 vision nocturne anti-sniper pour le fusil de précision ASVK de gros calibre.
- 1PN123 vision nocturne anti-sniper pour le fusil de précision SV-98.

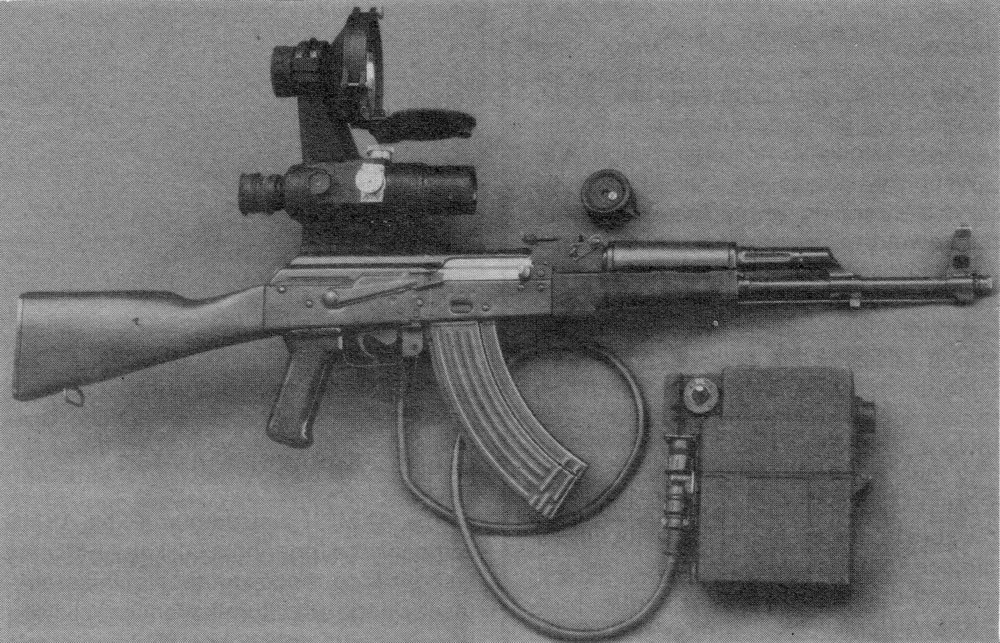
Lunette de vision nocturne active NSP-2 montée sur une AKML.
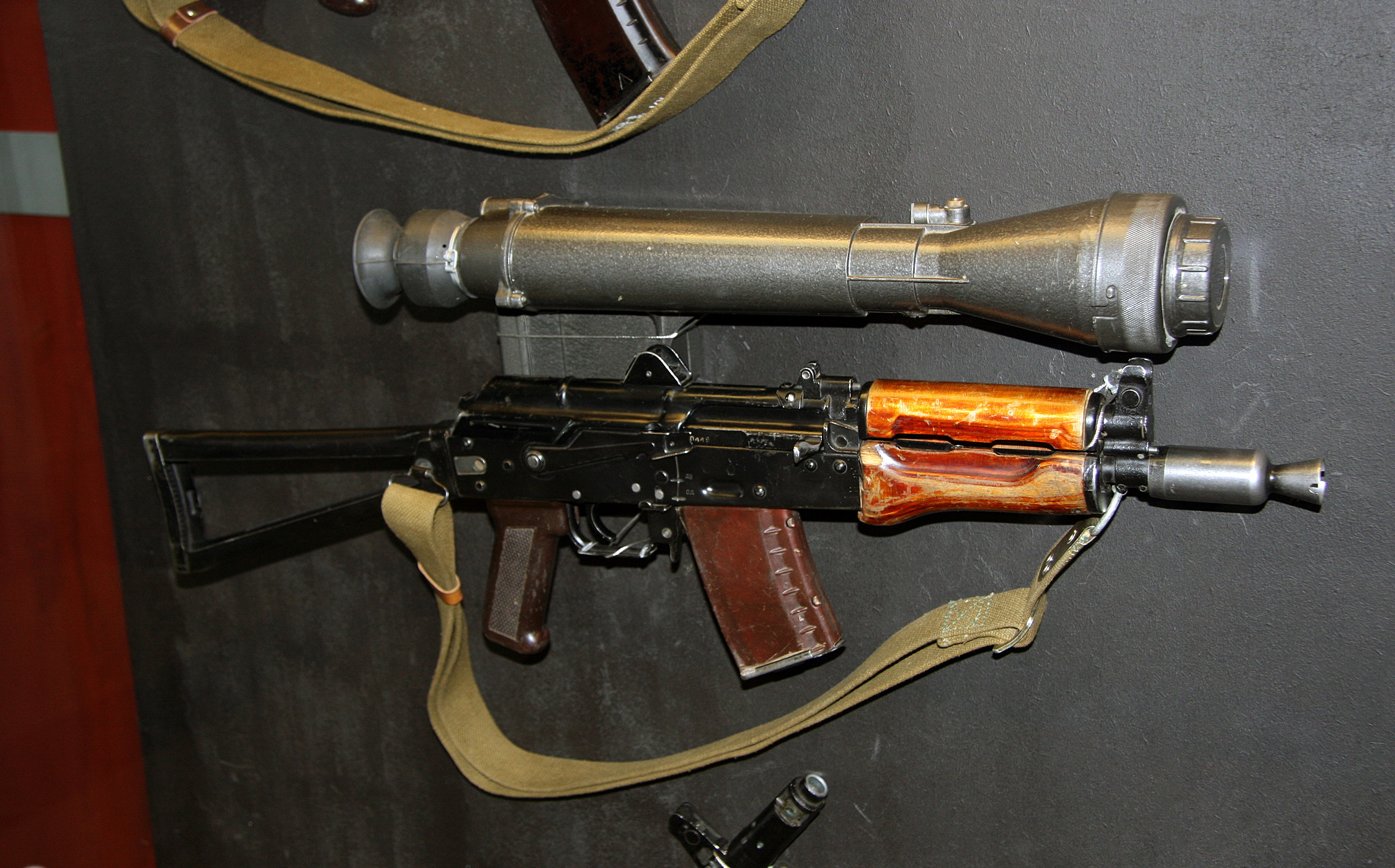
Lunette de vision nocturne NSPU (1PN34) 3.5× montée sur une AKS-74U.
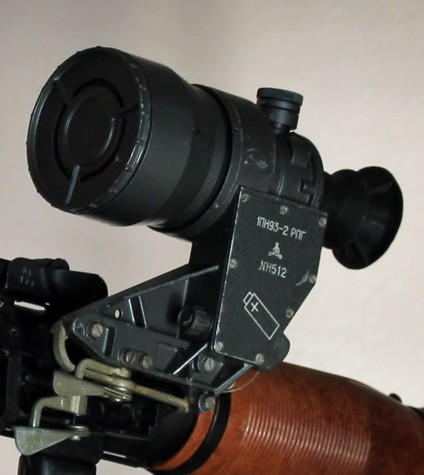
Lunette de vision nocturne 1PN93-2 montée sur un RPG-7D3.

## Inconvénients, risques et limites d'utilisation

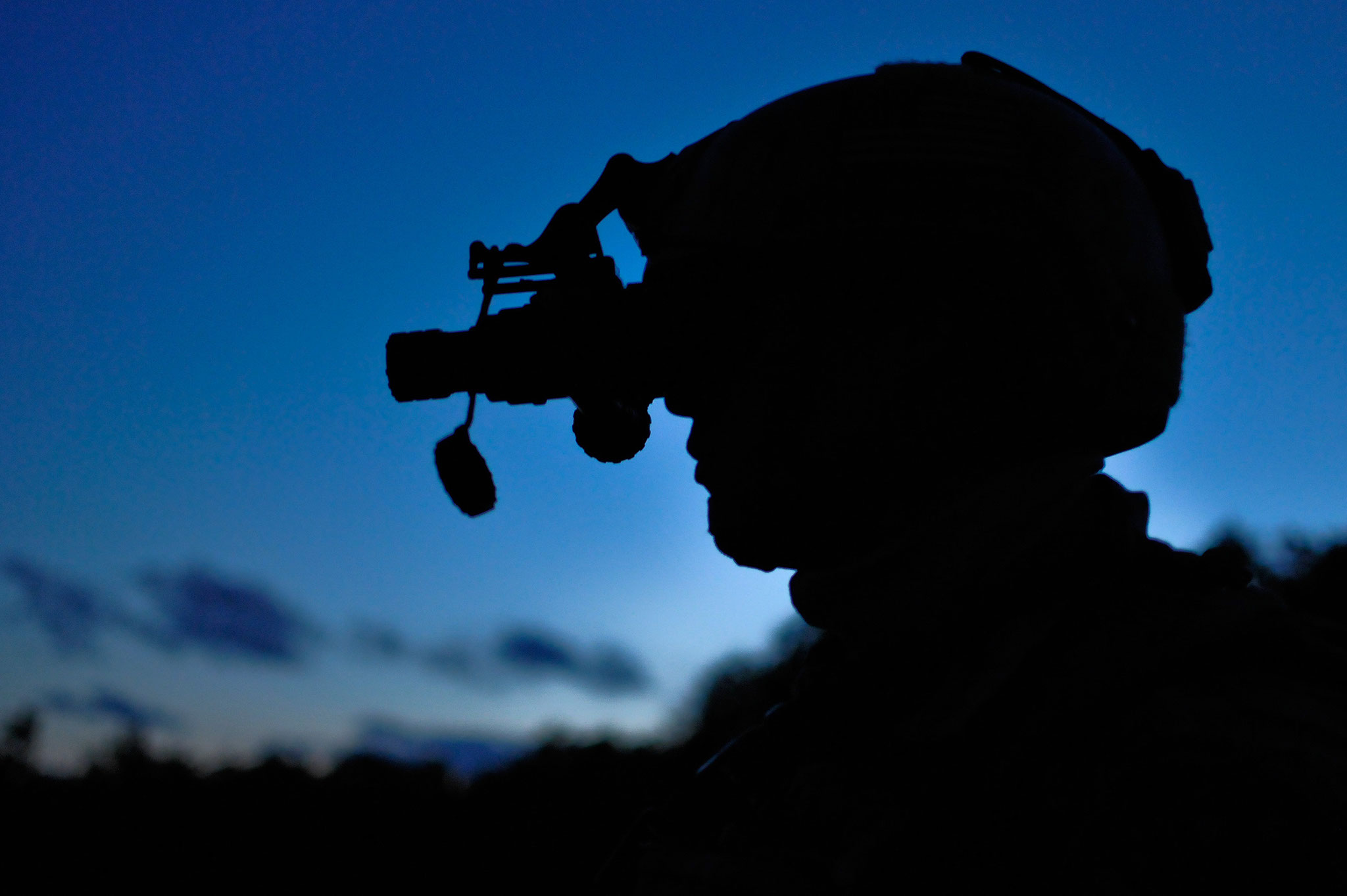
L'utilisation de ces dispositifs a tendance à déséquilibrer le casque vers l'avant si le déport des batteries vers l'arrière n'est pas possible, et la surcharge du casque induit une fatigue cervicale.

Les tubes de vision nocturne ont un gain lumineux limité par nature et ont des systèmes intégrés de protection contre une trop forte luminosité. Les personnes qui disposent d'une vue à dix dixièmes en plein jour doivent s'adapter à une réduction d'acuité visuelle qui les amène entre cinq et huit dixièmes au mieux, les LVN produisent une image floue.
Certains binoculaires ont une lentille unique, privant l'utilisateur de la perception de la profondeur.
Le champ visuel est réduit à environ quarante degrés.
Les jumelles de vision nocturne ont également leur propre circuit de protection des jumelles. Il n'y a pas de risque d'endommager les yeux en cas de lumières vives soudaines.

## Législation
En France, l'utilisation de ces équipements est régi par l'article R311-2 du Code de la sécurité intérieure qui classe en catégorie A, rubrique 2, alinéa 14 certains de ces équipements (matériels de guerre et armes interdits à l'acquisition et à la détention) :
« 14° Matériels d'observation ou de prise de vues conçus pour l'usage militaire ; matériels de visée ou de vision nocturne ou par conditions de visibilité réduite utilisant l'intensification de lumière ou l'infrarouge passif destinés exclusivement à l'usage militaire et matériels utilisant les mêmes technologies qui peuvent être mis en œuvre sans l'aide des mains ; »
Certains vendeurs français se trouvent de ce fait dans l'illégalité en proposant en vente libre des monoculaires ou binoculaires pouvant être fixés sur un casque ou disposant d'un support de tête.

## Fabricants
- Armasight
- ATN[9]
- Bresser[10]
- Bushnell Corporation
- Katod[11]
- OVNI Night Vision, France[12]
- Thales
- Sagem Défense Sécurité
- Wilco International[13]